# Agripina Montes del Valle
Agripina Montes del Valle (Salamina, Caldas, 1844-Anolaima, 5 de mayo de 1912) también conocida como “Azucena del Valle”, “Porcia” y “La Musa del Tequendama”, fue una poetisa, escritora, literata e intelectual colombiana, reconocida por sus obras dedicadas a la belleza de su país y su región, a las mujeres colombianas y latinoamericanas de Colombia y América Latina a finales del siglo XIX e inicios del siglo XX.

## Biografía

### Nacimiento y primeras publicaciones
Agripina Montes del Valle fue una catedrática universitaria y escritora colombiana nacida en (antigua capital de la Provincia del Estado Soberano de Antioquia) en el año 1844. Hija de Francisco Montes y Dolores Salazar Atehortua. Venía de una familia de clase media con acceso a la cultura escrita. Entre sus familiares se encontraban periodistas y políticos reconocidos para la época. En 1854, a la corta edad de diez años, estudió en el Colegio la Merced en la ciudad de Santa Fe de Bogotá, en donde luchó por encontrar un espacio élite en la ciudad letrada.  En 1864, ya publicaba poemas en la revista literaria dirigida por “el patriarca” titulada El Mosaico, cofundada por José María Vergara y Vergara en 1858. Allí, coincidió con diferentes mujeres poetas como lo eran Agripina Samper de Ancízar y Silveria Espinosa de Rendón; quienes eran hijas, esposas o hermanas de intelectuales de la ciudad de Santa fe. Es por esta razón, que Montes del Valle es considerada como una de las pocas mujeres que logró desarrollar su carrera como literata sin ningún apoyo masculino.

### Matrimonio y familia
Contrajo matrimonio con el poeta y periodista Miguel María del Valle en el año 1865 y fue madre de tres hijos, lo que supuso un obstáculo para su carrera como escritora, así como lo afirmó en su artículo publicado tres años después, el cual lleva el nombre de “Proyectos de Literatura” donde una mujer de 24 años, casada y con 3 hijos, revela la impotencia que siente al no poder escribir como le gustaría hacerlo debido a sus labores del hogar, especialmente el cuidado de sus hijos, el cual le quita demasiado tiempo.  
Años después, continúo publicando poemas en revistas literarias como lo eran La mujer, El Mosaico, El Iris y El Nuevo Tiempo Literario. Gran parte de su vida la dedicó a la enseñanza, es así como en 1870 fundó en la ciudad de Manizales el Colegio de la Concepción, donde fue educadora. Seguido a esto, siete años después fue nombrada directora de la Escuela Normal del Magdalena.
En el año de 1886, Montes del Valle queda viuda. Por lo tanto, por motivos familiares, se aleja de por un tiempo de sus intereses literarios. No obstante, un año después en 1887, mientras era educadora en la Escuela Normal del Magdalena publica su poema más reconocido “Al Tequendama”, gracias a este hizo parte de la publicación de la importante antología El Parnaso Colombiano compilada por Julio Áñez.

#### AL TEQUENDAMA (FRAGMENTO)[8]
Tequendama grandioso, 

deslumbrada ante el séquito asombroso 

de tu prismal, riquísimo atavío, 

la atropellada fuga persiguiendo 

de tu flotante mole en el vacío 

el alma presa de febril mareo 

en tus orillas trémulas paseo 

### Reconocimientos y carrera literaria

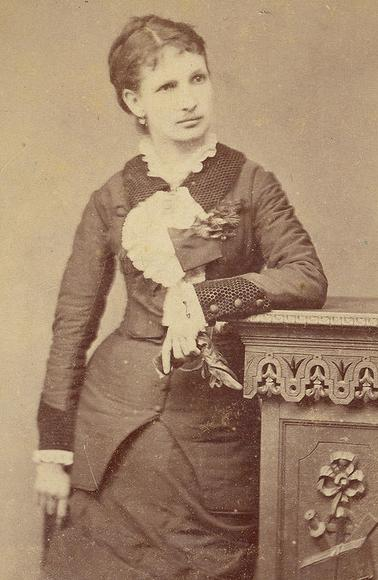
Fotografía de Agripina Montes

En la década transcurrida entre 1872 y 1883, consolidó su carrera como escritora. Durante la edición del Concurso Internacional de Poesía de Santiago de Chile del año 1872, se le premió por su obra “A la América del Sur”. En 1881, en el certamen convocado en la ciudad de Santa Fe, gana por su obra "Canto al Trabajo". Posteriormente, en el año de 1883 se publicó en la capital una colección de composiciones de su autoría, entre ellas se encuentran: “Nada del mundo”, “Aguárdame amiga mía”, “Desde Agua Nueva” y su obra más reconocida, “Al Tequendama”. Ese mismo año en la recopilación de temática nacionalista, la cual lleva el título de Romancero colombiano: homenaje de Colombia al Libertador Simón Bolívar en su primer centenario 1783-1883, fue incluido, junto con poetas invitados, su poema titulado “El romance histórico: Policarpa Salavarrieta”. Lo que supuso un escaparate de mucha relevancia para la ciudad letrada de la época.
El escritor colombiano, Rafael Pombo, en su producción "Todo en ella" denota lo que éste consideraba la calidad de sus obras. Pombo, se refería a Montes del Valle como: 
“Una caprichosa independiente en cuanto a combinaciones métricas, sin perjuicio de ajustarse cuando quiere a las formas clásicas más rigurosas; pero la admiramos mucho más por la constante idealidad y colorido poético de su estilo, particularmente en el romance octosílabo; por la fusión espontánea y perfecta del sentimiento y la forma en lo personal y propio; por su riqueza de dicción y a veces audaz energía de frase y por la novedad y delicadeza de sus imágenes, condiciones primeras del verdadero poeta de nacimiento y no de laborioso propósito. Rara composición de su inspirada pluma, deja de contener algún rasgo memorable.”
En el año de 1883, Montes del Valle publica su obra más importante titulada “Poesías”, en ella incluye recopilaciones de poemas de autoras importantes como Agripina Samper de Ancízar. Sumado a esto, incluía un prólogo realizado por Rafael Pombo, gran admirador de su poesía. El texto de Pombo se titula “Las sacerdotisas. Conversación a propósito del libro de la señora Montes del Valle”.
La escritora se dedicó a la docencia en Bogotá mientras colaboraba con sus poesías en distintas publicaciones. Empleó, siguiendo la costumbre de la época, pseudónimos como Porcia y Azucena del Valle.

### Fallecimiento
Montes del Valle falleció en Anolaima (Cundinamarca) en el año 1912. Un concurso a nivel nacional en Colombia, sobre poesía, lleva su nombre.

## Obras
Tabla de recopilación de las obras de la poetisa Agripina Montes del Valle. Obras propias y editadas.
| Año  | Título | Lugar publicación |
| ---- | --- | --- |
| 1864 | “A mi amiga: la sensible poetisa Leonor Blander”                                                            | El Mosaico 19 oct.: 320. |
| 1864 | “El 27 de noviembre.”                                                                                       | El Mosaico 3.42 (3 nov.): 336 |
| 1864 | “Recuerdos de una tarde.”                                                                                   | El Mosaico 3.45 (24 nov.): 360. |
| 1868 | “Recuerdos.”                                                                                                | El Hogar. Periódico dedicado al bello sexo 1.14 (2 mayo): 112. |
| 1868 | “Proyectos de literatura".                                                                                  | El Oasis. Serie I, trimestre IV. (3 octubre): 314-316. |
| 1871 | “Los últimos instantes de Magdalena, la hija extraviada”.                                                   | El Mosaico, periódico de la juventud Destinado exclusivamente a la literatura 38 (22 oct.): 298.                                                                                              |
| 1871 | “Silva”. | El Mosaico, periódico de la juventud destinado exclusivamente a la literatura 34 (24 sept.): 267.                                                                                             |
|      | “Silva”. | El Mosaico, periódico de la juventud destinado exclusivamente a la literatura 2.18 (21 de mayo de 1872): 146-47.                                                                              |
| 1872 | “A mi señora doña Pía Rigán".                                                                               | ” El Mosaico, periódico de la juventud destinado exclusivamente a la literatura 23 julio: 212.                                                                                                |
| 1872 | “Carta”. | El Mosaico, periódico de la juventud destinado exclusivamente a la literatura 2.42 (5 nov.): 330-31.                                                                                          |
| 1872 | “José María Vergara y Vergara.”                                                                             | El Mosaico, periódico de la juventud destinado exclusivamente a la literatura 2.13 (16 abril): 104.                                                                                           |
| 1872 | “La ausencia.”                                                                                              | El Mosaico, periódico de la juventud destinado exclusivamente a la literatura 2.15 (30 abril): 117.                                                                                           |
| 1872 | “Silva a la muerte”.                                                                                        | El Mosaico, periódico de la juventud destinado exclusivamente a la literatura 47 (7 enero): 371.                                                                                              |
| 1875 | “Silva. En la muerte de mi hijo. A mi querida hermana la señorita Vicenta del Valle”.                       | El Mosaico 2.10 (28 mayo): 146-57. |
| 1878 | “Poetisas americanas.”                                                                                      | Ed. José Domingo Cortés. Paría: Librería de A. Boruet e Hijo. |
| 1878 | “A mi señora doña Carmen de Vargas, en su día.”                                                             | La Mujer. Lecturas para las familias. Revista quincenal, redactada exclusivamente por señoras y señoritas, bajo la dirección de la señora Soledad Acosta de Samper 1.4 (17 oct.): 82.         |
| 1878 | “Antioquia literaria”                                                                                       | Ed. Juan José Molina. 2ª ed. Medellín: Imprenta del estado. |
| 1878 | “Dios. A mi Señora doña P. A de B.”                                                                         | La Mujer. Lecturas para las familias. Revista quincenal, redactada exclusivamente por señoras y señoritas, bajo la dirección de la señora Soledad Acosta de Samper 1.2 (18 sept.): 33.        |
| 1879 | “Tus ojos. A la señorita Angelina Aguilar Toscano.”                                                         | La Mujer. Lecturas para las familias. Revista quincenal, redactada exclusivamente por señoras y señoritas, bajo la dirección de la señora Soledad Acosta de Samper 1. 5 (5 nov.): 108.        |
| 1879 | “A la señorita Rosa Franco Acosta.”                                                                         | La Mujer. Lecturas para las familias. Revista quincenal, redactada exclusivamente por señoras y señoritas, bajo la dirección de la señora Soledad Acosta de Samper 2.14 (20 abril): 38.       |
| 1879 | “Apólogo.”                                                                                                  | La Mujer. Lecturas para las familias. Revista quincenal, redactada exclusivamente por señoras y señoritas, bajo la dirección de la señora Soledad Acosta de Samper 3.25 (1 oct.): 7.          |
| 1879 | “Canción.”                                                                                                  | La Mujer. Lecturas para las familias. Revista quincenal, redactada exclusivamente por señoras y señoritas, bajo la dirección de la señora Soledad Acosta de Samper 1.12 (15 marzo): 283.      |
| 1879 | “Charada.”                                                                                                  | La Mujer. Lecturas para las familias. Revista quincenal, redactada exclusivamente por señoras y señoritas, bajo la dirección de la señora Soledad Acosta de Samper 1.12 (15 marzo): 273.      |
|      | “Canción.”                                                                                                  | La Mujer. Lecturas para las familias. Revista quincenal, redactada exclusivamente por señoras y señoritas, bajo la dirección de la señora Soledad Acosta de Samper 2.19 (5 julio): 159.       |
|      | “Canción.”                                                                                                  | La Mujer. Lecturas para las familias. Revista quincenal, redactada exclusivamente por señoras y señoritas, bajo la dirección de la señora Soledad Acosta de Samper 2.15 (5 mayo): 55          |
| 1879 | “La azucena y la rosa.”                                                                                     | La Mujer. Lecturas para las familias. Revista quincenal, redactada exclusivamente por señoras y señoritas, bajo la dirección de la señora Soledad Acosta de Samper 1.7 (15 dec.): 148.        |
| 1879 | “La vida!”.                                                                                                 | La Mujer. Lecturas para las familias. Revista quincenal, redactada exclusivamente por señoras y señoritas, bajo la dirección de la señora Soledad Acosta de Samper 1.11 (21 feb.): 249-50.    |
| 1879 | “La vida de las rosas. A la señorita Rosa Vargas, en el día de su santo.”                                   | La Mujer. Lecturas para las familias. Revista quincenal, redactada exclusivamente por señoras y señoritas, bajo la dirección de la señora Soledad Acosta de Samper 2.17 (5 de junio): 110-11. |
| 1879 | “Memorias de la guerra. A mi señora y amiga doña Isidora Liths.”                                            | Tomo 3. Ed. Rafaél María Merchán. Bogotá: Imprenta de “La Luz”. 289-361 |
| 1879 | “Un recuerdo de cariñosa amistad en la muerte de su querida madre, a la señora doña Emilia Otálora de M.”   | Bogotá: Vapor de Zalamea Hermanos. |
| 1883 | Folletines de “La Luz”.                                                                                     | Ed. Julio Áñez. 1ª ed. Bogotá: Imprenta de Medardo Rivas. |
| 1883 | “Poesía de Agripina Montes del Valle.”                                                                      | 1783-1883. Bogotá: Medardo Rivas. |
| 1884 | “El Parnaso Colombiano”                                                                                     | Ed. José Antonio Soffía. Bogotá: Imprenta Nacional, 1942. 1883. |
| 1884 | “Homenaje de Colombia al Libertador Simón Bolívar en su primer centenario”                                  | Colombia Ilustrada (Bogotá): 4. |
|      | “Romancero colombiano: homenaje de Colombia al Libertador Simón Bolívar en su primer centenario.” 1783-1883 | ” Colombia Ilustrada" 18 (28 oct.): 279. |
| 1889 | “A Fernández Madrid en su centenario.”                                                                      | Bogotá: J. J. Pérez. |
| 1890 | “A un turpial goajiro                                                                                       | Revista Gris 2.12 (Dic.): 407-409. |
| 1894 | Literatura de “El Heraldo”.                                                                                 | Ed. Emliana Isaza. París: Librería de la Vda. de Bouret. |
| 1894 | “Eterno amor.”                                                                                              | Ed. P. V. Gómez Bravo. Madrid: Jubera Hermanos. |
| 1895 | “Antología colombiana”                                                                                      | Emilia Serrano de Wilson, Baronesa de Wilson. Barcelona: Maucci. |
| 1902 | “Tesoro poético del siglo XIX.”                                                                             | 2ª ed. Ed. Lisímaco Palau. Bogotá: Imprenta Eléctrica. |
| 1903 | “El mundo literario americano; escritores contemporáneos, semblanzas, poesías, apreciaciones, pinceladas”   | Tomo 3. Ed. Calixto Oyuela. Buenos Aires: A. Estrada y Cía. |
| 1912 | “Cincuenta poesías selectas de autores colombianos.”                                                        | Ed. Francisco Caro Grau. Barcelona: Editorial Maucci. |
| 1919 | “Antología poética hispanoamericana.”                                                                       | Ed. José Vargas Tamayo. Madrid: Sáenz de Júbera |
| 1920 | “Parnaso colombiano. 4ª ed”                                                                                 | Repertorio Histórico 12.6 (mayo): 395-779. |
| 1924 | “Las cien mejores poesías (líricas) colombianas”                                                            | Ed. José J. Ortega T. Bogotá: Editorial Cromos. 164-69. |
| 1934 | “Historia biográfica de la poesía en Antioquia.”                                                            | Revista Pan 7 (feb.-abr. 1986): 1. |
| 1935 | “Historia de la literatura colombiana”                                                                      | Bogotá: Editorial Minerva. 75-83. |
| 1936 | “Al Tequendama.”                                                                                            | 4ª ed. Ed. Carlos Arturo Caparroso. Bogotá: Editorial A.B.C. |
| 1936 | “Las mejores poetisas colombianas”                                                                          | Ed. Olga Castilla Barrios. Bogotá: Aedita Ltda. Cromos. |
| 1951 | “Antología lírica; 100 poemas colombianos”                                                                  | Ed. Jaime Tello. Bogotá: Editorial Iqueima. |
| 1954 | “Breve bosquejo de literatura infantil”                                                                     | Ed. Olga Castilla Barrios. Bogotá: Aedita Ltda. Cromos. |
| 1955 | “Colombia, el hombre y el paisaje: una antología escogida”                                                  | Ed. Jaime Tello. Bogotá: Editorial Iqueima. |
| 1955 | “Sabatina: ciudad poesía”                                                                                   | Eds. Jairo Maya Betancourt y Rubén Sierra Mejía. Manizales: Tipografía Cervantes |
| 1956 | “Poetisas de América”                                                                                       | Ed. Amapola Fenochio Fúrlong. México: 360. |
| 1957 | “Antología de la poesía hispanoamericana: Colombia. Eds. Ginés Alvareda y Francisco Garias.”                | Madrid: Biblioteca Nueva. |
| 1958 | “Antología de la poesía hispanoamericana”                                                                   | . Ed. Julio Caillet Bois. Madrid: Editorial Aguilar. |
| 1975 | “Poesía de autoras colombianas”                                                                             | Ed. Eddy Torres. Bogotá: Oficina de Divulgación de la Caja de Crédito Agrario. 65-78. |
| 2000 | “Agripina Montes del Valle.”                                                                                | Las sacerdotisas: antología de la poesía femenina de Colombia en el siglo XIX. Ed. Héctor H. Orjuela. Santafé de Bogotá: Kelly, 2000.                                                         |
| 2002 | “Pról. Federico Díaz-Granados. “Agripina Montes del Valle.”                                                 | Poemas a la patria. Bogotá: Editorial Planeta. |